# Sint-Martens-Latem
Sint-Martas-Latem (pronunciación holandesa: [sɪnt ˌmɑrtəns ˈlaːtəm]) es un municipio localizado en la provincia belga de Flandes Oriental, en Bélgica. El municipio comprende las ciudades de Deurle y Sint-Martas-Latem (propiamente). En el 2006, Sint-Martens-Latem tenía una población total de 8.392 habitantes. El área total es 14.34 km² lo cual da una densidad de población de 585 habitantes por km².
Mientras "Latem" solía ser conocido como una colonia de artistas antes de la Segunda Guerra Mundial, hoy en día Sint-Martas-Latem es uno de los municipios residenciales más ricos de Bélgica.

## Demografía

### Evolución
Todos los datos históricos relativos al actual municipio, el siguiente gráfico refleja su evolución demográfica, incluyendo municipios después de efectuada la fusión el 1 de enero de 1977.
| Gráfica de evolución demográfica de Sint-Martens-Latem entre 1846 y 2019 |
|                                                                          |

## Habitantes famosos
- Brigitta Callens, ex-señorita Bélgica, modelo y profesora de yoga.
- Luc-Peter Crombé, pintor.
- Gustave De Smet, pintor.
- Edgar Gevaert, pintor.
- George Minne, escultor y artista.
- Constante Permeke, pintor.
- Gustave Van de Woestijne, pintor.
- Rudolf Werthen, violinista y director de orquesta.

## Galería

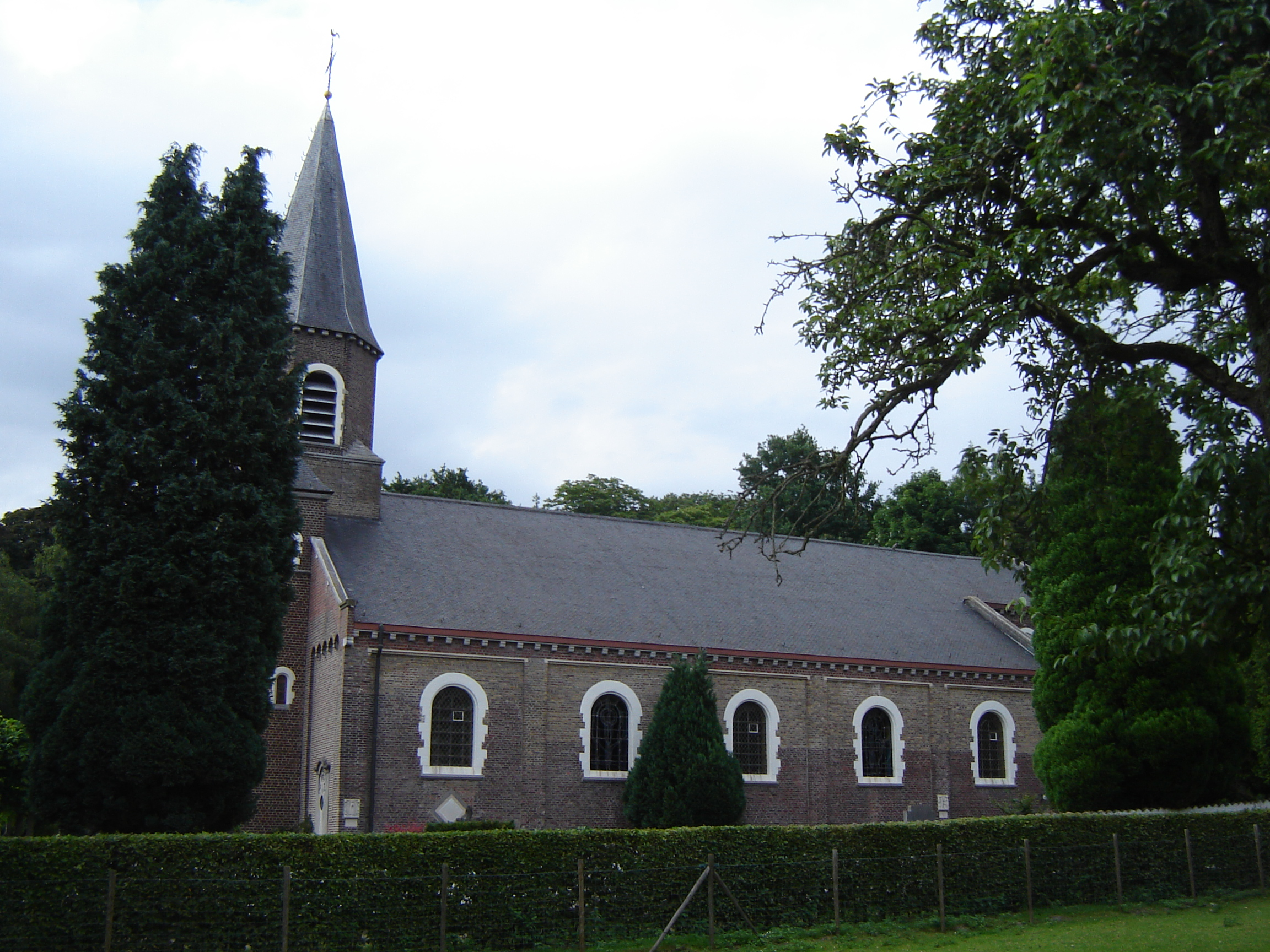
Iglesia de Santa Aldegunda en Deurle
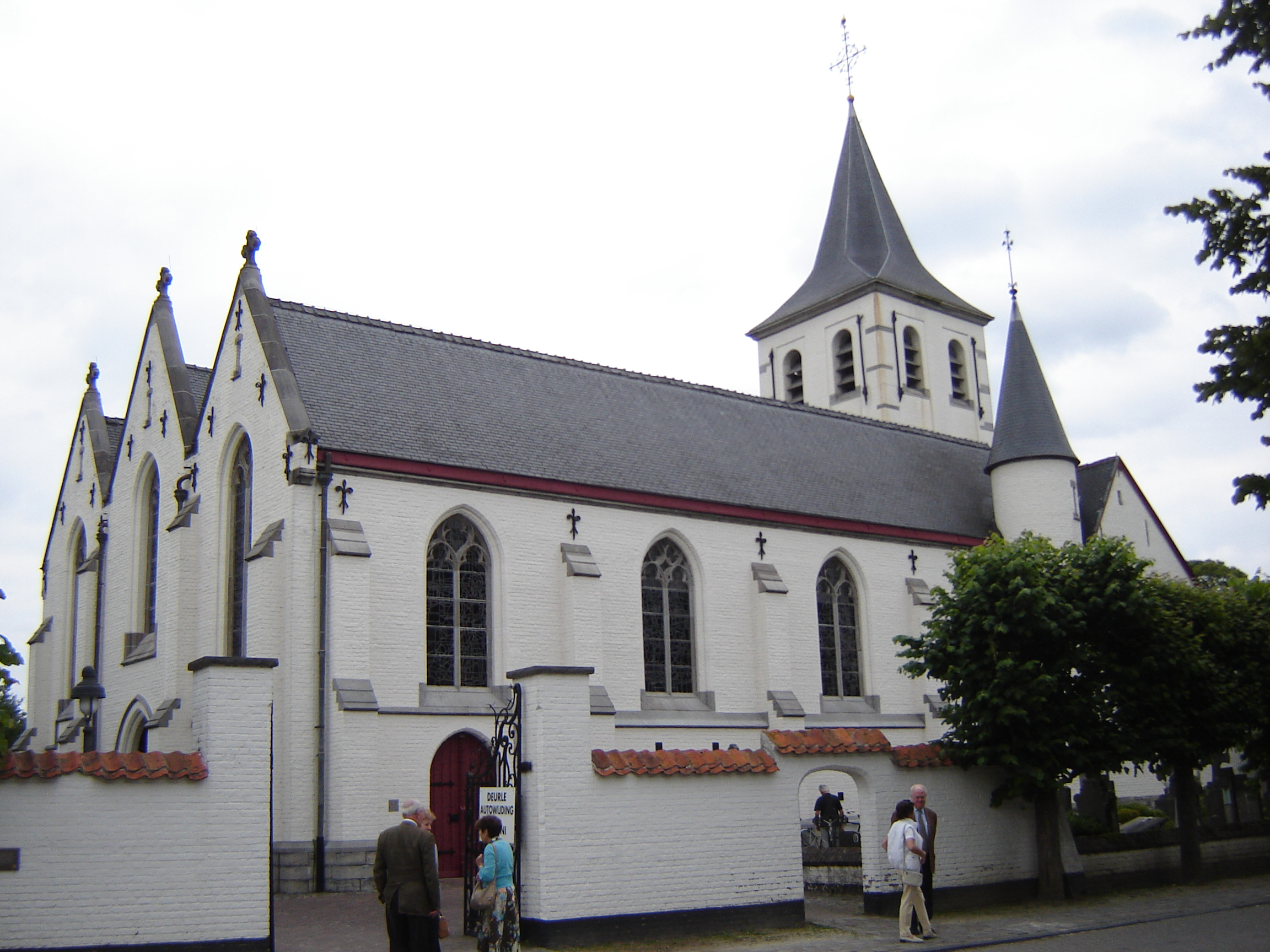
Iglesia de San Martín en Sint-Martens-Latem
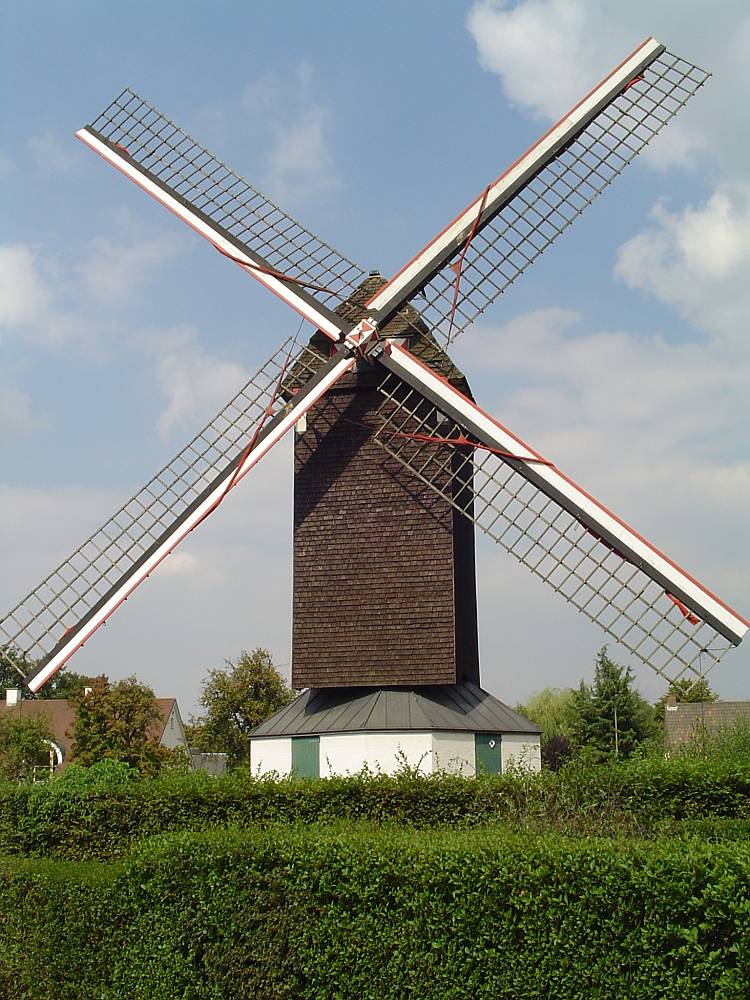
Countermill, un molino de correo postal